# Эпонимы в минералогии
Эпо́нимы в минерало́гии — минералы, названные в честь людей, от (греч. ἐπώνῠμος — «имя дающий») лицо, дающее чему-либо своё имя — в науке название явления, понятия, структуры или метода по имени человека, впервые обнаружившего или описавшего его, либо к созданию которого он имеет непосредственное отношение.

## А
- Александрит — природный камень, наиболее ценная хромсодержащая разновидность минерала хризоберилла (BeAl2O4). Свойства нового минерала были изучены министром уделов Львом Алексеевичем Перовским (1792—1856). Наряду с повышенной твёрдостью «изумруда» Перовский также отметил и изменение цвета. Изначально Перовский планировал назвать новый минерал «диафанит» (от др.-греч. διαφανής — «блестящий, яркий»), однако, воспользовавшись благоприятным моментом отличиться перед царской фамилией, преподнёс минерал к совершеннолетию (16-летию) Александра (будущего царя Александра II) 17 апреля 1834 года. Описание минерала под названием александрит (разновидность хризоберилла, меняющего цвет) впервые было опубликовано в 1842 году[3][4][5].

## Б
- Бишофит — минерал (магниевая соль), который широко используется в народном хозяйстве, строительстве и в медицине. Впервые был обнаружен в виде компонента в знаменитых штасфуртских соленосных отложениях Германии немецким геологом и химиком Карлом Оксениусом (нем. Carl Ochsenius, 1830—1906), который и назвал его по имени знаменитого немецкого химика и геолога Карла Густава Бишофа (Bischof), чтобы увековечить имя последнего за его заслуги в химии и геологии. Датой официального открытия бишофита считается 1877 год.

## В
- Виллемит — редкий минерал класса силикатов, ортосиликат островного строения, силикат цинка. Назван в 1830 году в честь нидерландского короля Виллема І.
- Волконскоит — минерал из группы каолинита, подкласса листовых силикатов промежуточного между монтмориллонитом и нонтронитом состава: CaО3(Cr,Mg,Fe)2(Si,Al)4O10(OH)24H2O[6]. Открыт в 1830 году в Пермской губернии. Назван в честь светлейшего князя Петра Михайловича Волконского, генерал-фельдмаршала, участника Отечественной войны 1812 года[7][8][9][10].

## Д
- Доломит — минерал из класса карбонатов химического состава CaCO3•MgCO3; доломитом называют также осадочную карбонатную горную породу, состоящую из минерала доломита на 95% и более. Получил название в честь французского инженера и геолога Деода де Доломьё (1750—1801), описавшего признаки доломитовых пород.
- Дюмортьерит — минерал, боросиликат алюминия[11]. Обнаружен в 1881 году во французских Альпах и назван в честь французского палеонтолога Э.Дюмортье (фр. Eugène Dumortier; 1803—1873)[12].

## З
- Захаровит —редкий минерал, гидросиликат натрия и марганца. Найден в 1981 году на горе Юкспор (Хибины, Кольский полуостров, Россия). Назван в честь советского геолога, минералога и геохимика Евгения Захарова.

## К
- Карналлит — минерал, двойная соль: водный хлорид калия и магния, химическая формула: KCl·MgCl2·6H2O. Назван в честь немецкого геолога Р. Карналла[13].
- Кизерит — минерал из класса сульфатов, содержит до 29 % MgO. Получил название в честь немецкого учёного Дитриха Кизера[14][15][16].
- Ковеллин (или ковеллит) — минерал, сульфид меди. Название получил в честь итальянского геолога и исследователя Н. Ковелли (1790—1829), который в начале XIX века обнаружил новый минерал в окрестностях вулкана Везувия[17][18][19].
- Колеманит — минерал, относящийся к классу боратов, химическая формула (Ca2B6O11·5H2O). Открыт и классифицирован как новый минерал в 1884 году Дж. Т. Эвансом из Академии наук Калифорнии. Своё название получил в честь владельца рудников, на которых был обнаружен, Уильяма Телля Колемана, несмотря на его возражения. Колеман считал, что лучше назвать минерал смитсонитом, однако это название так и не прижилось.
- Колумбит, ниобит — минерал класса окислов и гидроокислов, ниобат железа и марганца, конечный (ниобиевый) член ряда танталит — колумбит с химической формулой (Fe, Mn)(Nb, Ta)2O6. Назван в честь Христофора Колумба (по другой версии назван по месту обнаружения в XVII веке — в Колумбии)[20][21][22][23]. В 1844 году Генрих Розе обнаружил в минерале химические элементы — ниобий (раньше этот элемент называли колумбием) и тантал[24].

## Л
- Лангбейнит — минерал, сульфат калия и магния[25]. Впервые описан в 1891 году. Название минерал получил в честь А. Лангбейна (A. Langbein), Германия[26][27].
- Леонит — минерал, водный сульфат калия и магния. Назван в честь немецкого предпринимателя Лео Штриппельманна (нем. Leo Strippelmann)[28], C.A. Tenne, 1896.
- Лешательерит — редкий минералоид, природное кварцевое стекло. Его описал и назвал французский минералог Антуан Франсуа Альфред Лакруа в 1915 году в честь французского химика Анри Луи Ле-Шателье[29][30][31].
- Линнеит[нем.], или кобальтовый колчедан, — минерал, сульфид кобальта(II,III) Co3S4 (точнее — тиокобальтат(III) кобальта(II) Co[Co2S4]) с примесями Ni, Fe, Cu, Se. Найден в 1832 году в Швеции французским геологом Франсуа Сюльписом Бёданом, первоначально назывался Koboldin, в 1845 году был назван в честь шведского естествоиспытателя Карла Линнея австрийским минералогом Вильгельмом Хайдингером.
- Ломонтит — минерал, водный алюмосиликат кальция из группы цеолитов. Своё название минерал получил в честь французского минералога Ж. Ломонта, который в 1785 году собрал образцы в свинцовых рудниках Бретани. Рене-Жюст Гаюи в 1809 году дал этому минералу название Laumonit. До этого Роберт Джемсон (System of Mineralogy) в 1805 впервые назвал этот минерал lomonite. И только в 1821 Карл Цезарь фон Леонгард дал его нынешнее название, которое и употребляется по сей день[32].

## М
- Миллерит — минерал с химической формулой NiS (64,7 % Ni, 35,3 % S), хороший проводник электричества, входит в состав никелевых руд[33]. Назван в честь кристаллографа Уильяма Миллера[34].
- Муассанит — редкий минерал класса природных карбидов состава SiC. Образует мелкие бесцветные кристаллы с алмазным блеском[35]. Синтетический аналог и технический продукт, аналогичный по структуре и составу — карборунд (карбид кремния). Карбид кремния впервые наблюдался в 1824 году Якобом Берцелиусом. Минерал аналогичного состава и структуры был обнаружен в природе в 1905 году в составе метеорита Анри Муассаном,[36] и позднее назван в его честь муассанитом.

## Н
- Ненадкевичит — минерал пластинчатой формы, силикат титана и ниобия[37][38]. Открыт М. В. Кузьменко близ Ловозера на горе Карнасурт в 1955 году. Описан Кузьменко М. В. и Казаковой М. Е. (1955) как новый минерал ненадкевичит[39] — назван в честь русского минералога и геохимика К. А. Ненадкевича[40] (выпускника Московского университета [1902], ученика академика В. И. Вернадского[41]).
- Нозеан — минерал, алюмосиликат натрия каркасного строения с дополнительным анионом [SO4]2[42]. Впервые был описан в 1815 году из Рейнской области (Германия). Был назван на честь немецкого минералога К. Нозе (1753—1835)[43][44].

## О
- Окенит — минерал из группы водных силикатов. Синонимы: бордит, дисклазит. Химическая формула: Ca3Si6O15·6H2O[45][46]. Впервые найден на острове Диско, Гренландия. Описан в 1828 году минералогом Францем фон Кобеллем и назван в честь немецкого натуралиста Лоренца Окена (1779—1851)[47][48].
- Обручевит — минерал из ряда пирохлора.

## П
- Пентландит — минерал, сульфид железа и никеля. Синоним: «железоникелевый колчедан». Назван в честь ирландского путешественника и естествоиспытателя Джозефа Пентленда (англ. J. Pentland)[49][50].
- Перовскит — относительно редкий для поверхности Земли минерал, титанат кальция[51]. Был обнаружен в 1839 году в Уральских горах Густавом Розе и был назван им в честь русского государственного деятеля графа Л. А. Перовского, который был коллекционером минералов[52].

## Р
- Роймиллерит — минерал, назван в честь геолога и минералога Роя Миллера[53].

## С
- Свитальскит — магниисто-железистая слюда;
- Смитсонит, цинковый шпат — распространённый минерал класса карбонатов, карбонат цинка[54][55][56]. Был назван в честь Джеймса Смитсона (англ. James Smithson, 1754—1829), британского минералога и химика, основателя Смитсоновского института в США, который отграничил этот минерал от гемиморфита. Зелёная разновидность иногда называется херреритом, зелёно-голубая — бонамитом[57].

## Ш
- Шёнит — минерал, водный сульфат калия и магния. Синоним пикромерит (англ. Picromerite). Эпоним шёнит берёт начало от фамилии Шёне (англ. Schoene, нем. Schöne)[58]. Шёнит назван в честь горного мастера Шёне (нем. Schöne), открывшего минерал в Штасфурте-Леопольдсхалле (Leopoldshall)[59].